# Бектобе
Бектобе́ (каз. Бектөбе) — село у складі Жамбильського району Жамбильської області Казахстану. Адміністративний центр Каратобинського сільського округу.
Населення — 4046 осіб (2021; 2057 у 2009, 1482 у 1999, 1194 у 1989).